# Échelle de couleur Gardner
Pour les articles homonymes, voir Gardner.
L’échelle de couleur Gardner est une échelle de comparaison visuelle de la couleur des liquides clairs et transparents,. Elle comprend 18 niveaux numérotés de 1 à 18 allant du jaune très pâle (couleur Gardner 1) jusqu’au marron foncé (couleur Gardner 18). D'autres échelles, telles que l'échelle de couleur Saybold et l'échelle de couleur platine-cobalt, peuvent être utilisées selon la clarté de l'échantillon.

## Utilisation
L'échelle de couleur Gardner permet de déterminer l'altération d’un liquide car le changement de sa couleur (en général un jaunissement) peut être le signe d’une contamination, d’une impureté de ce liquide ou d’une dégradation due à un vieillissement dans le temps.
L’échelle de couleur Gardner est utilisée pour :
- les liquides alimentaires (lécithines, corps gras, huiles de colza, huiles de tournesol) ;
- les produits de revêtement (peintures[3], laques, vernis, résines) ;
- les produits dérivés du pétrole (huiles minérales, solvants pétroliers) ;
- les produits chimiques dérivés du pin tels (huile de tall, acides gras de l'huile de tall, colophane) ;
- les polyols[4].

## Mesure
L’échantillon du produit dont on veut mesurer la couleur peut être comparé visuellement à un nuancier présentant les 18 teintes :
- Gardner 1 : jaune très pâle ;
- Gardner 2 à 5 : jaune pâle ;
- Gardner 6 à 10 : jaune foncé ;
- Gardner 11 à 14 : orange ;
- Gardner 15 à 17 : orange très foncé / marron clair ;
- Gardner 18 : marron.

L'échantillon peut aussi être analysé avec un spectrophotomètre pour donner des résultats plus fiables.

## Précision
La méthode visuelle n’est pas d’une très grande précision car la valeur obtenue peut varier en fonction de la personne qui observe, de l’intensité de la lumière ambiante et des conditions d’observation. Elle reste néanmoins très utilisée car elle est simple et rapide à mettre en œuvre.